# Masunga
Masunga é uma vila localizada no distrito Nordeste em Botswana. Possuía, em 2011, uma população estimada de 5 666 habitantes.